# Шеснаеста банијска ударна бригада
Шеснаеста банијска народноослободилачка ударна бригада формирана је 26. децембра 1942. године у селу Класнићу, код Глине од бораца Четвртог батаљона Седме банијске, Другог батаљона Осме банијске и Другог батаљона Петнаесте кордунашке бригаде. На дан формирања имала је је 759 бораца, наоружаних са 505 пушака, 22 пушкомитраљеза и четири митраљеза.
Први командант бригаде био је Војко Хоштетер, а политички комесар Урош Слијепчевић. 
Од свог формирања налазила се у саставу Седме банијске ударне дивизије. У борбама током Четврте и Пете непријатељске офанзиве бригада је озгубила више од 2/3 свог састава, због чега је расформирана 30. јуна 1943. године. Њени преостали борци попунили су састав Седме и Осме банијске бригаде. 
За своје заслуге током Народноослободилачког рата одликована је Орденом заслуга за народ и Орденом братства и јединства. Поводом петнаестогодишњице битке на Сутјесци, јуна 1958. године, одликована је и Орденом народног хероја. 

## Народни хероји Шеснаесте банијске бригаде
Неки од бораца Шеснаесте банијске бригаде, проглашени за народне хероје Југославије су:
- Анте Банина командант бригаде
- Адам Петровић оперативни официр у Штабу Трећег батаљона